# ŁKS Łomża
ŁKS Łomża is een Poolse voetbalclub uit de stad Łomża. De club speelt in de vierde liga. De clubkleuren zijn wit-rood.
De club werd opgericht als ŁKS Łomża. In de jaren 1945-1957 veranderde de naam achtereenvolgens in Omtur, Kolejarz, Budowlani en Start. In 1957 kreeg het weer de oorspronkelijke naam ŁKS (Łomżyński Klub Sportowy).